# Ḩoseynābād-e ‘Olyā (ort i Kerman)
Ḩoseynābād-e ‘Olyā (persiska: حسین آباد علیا, Ḩoseynābād-e Bālā, Ḩoseynābād-e Lūlī, Hoseynābād-e Hūmeh) är en ort i Iran.   Den ligger i provinsen Kerman, i den sydöstra delen av landet, 1 000 km sydost om huvudstaden Teheran. Ḩoseynābād-e ‘Olyā ligger 611 meter över havet och antalet invånare är 289.
Terrängen runt Ḩoseynābād-e ‘Olyā är platt åt nordost, men åt sydväst är den kuperad. Terrängen runt Ḩoseynābād-e ‘Olyā sluttar österut.Runt Ḩoseynābād-e ‘Olyā är det glesbefolkat, med 17 invånare per kvadratkilometer. Närmaste större samhälle är Posht Lor, 16,5 km norr om Ḩoseynābād-e ‘Olyā. Omgivningarna runt Ḩoseynābād-e ‘Olyā är i huvudsak ett öppet busklandskap.